# Fédération des Jeux du Commonwealth
 (janvier 2019).
Si vous disposez d'ouvrages ou d'articles de référence ou si vous connaissez des sites web de qualité traitant du thème abordé ici, merci de compléter l'article en donnant les références utiles à sa vérifiabilité et en les liant à la section « Notes et références ».
La Fédération des Jeux du Commonwealth, (en anglais, Commonwealth Games Federation (CGF) dont le nom commercial est maintenant Commonwealth Sport (stylisé commonwealth sport), est l'organisme international responsable des Jeux du Commonwealth fondé en 1932.

## Histoire
En raison du succès des premiers Jeux de l'Empire britannique de 1930 à Hamilton, Canada, une réunion de représentants de la Grande-Bretagne, de ses colonies et territoires a décidé que les Jeux, similaires aux Jeux olympiques se tiendraient tous les quatre ans et qu'un comité organisateur serait créé. Après les Jeux olympiques d'été de 1932, il fut décidé de créer le "British Empire Games Federation" qui serait responsable d'organiser les Jeux de l'Empire. Le nom en est changé en 1952, en "British Empire and Commonwealth Games Federation", et encore en Jamaïque en 1966 pour "British Commonwealth Games Federation", jusqu'à son nom actuel depuis Christchurch, en 1974 pour "Commonwealth Games Federation". Pour Birmingham 2022, le nom commercial est devenu "Commonwealth Games".